# エルゴイバル

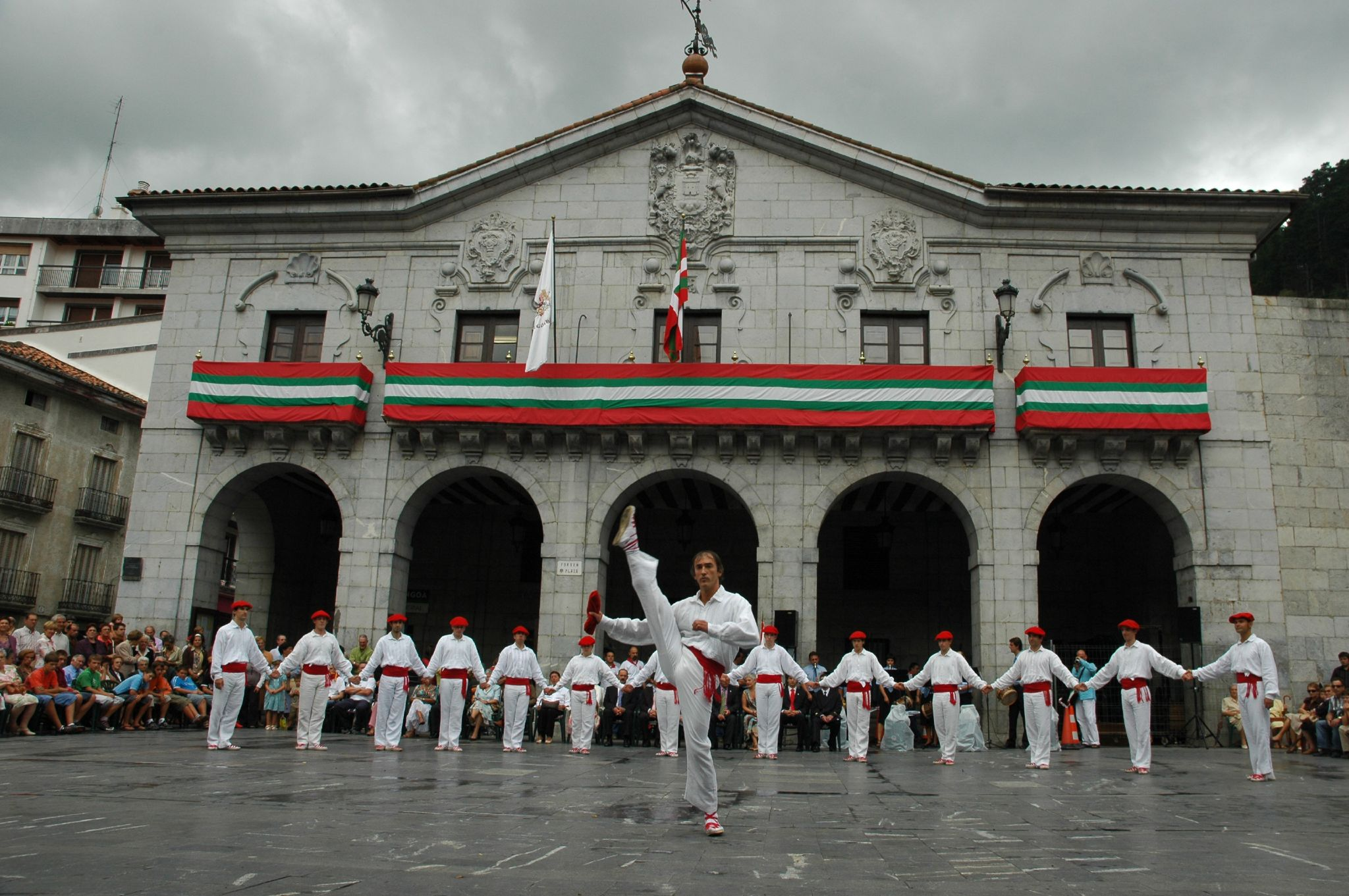
庁舎前で行われた伝統的なフォークダンス

エルゴイバル(バスク語: Elgoibar, スペイン語: Elgóibar)は、スペイン・バスク州ギプスコア県のムニシピオ（基礎自治体）。コマルカ（郡）としてはデババレーナの構成自治体のひとつである。工業都市であり、「工作機械の首都」という愛称を持っている。

## 歴史
付近には先史時代のドルメン（巨石墓）が存在する。1346年12月20日、バリャドリッドでアルフォンソ11世にログローニョの特権（フエロ）を与えられて都市として認められた。かつては鉱業が重要な産業であり、付近には銅と鉛を産出する鉱山があった。現在もっとも重要な産業は工作機械産業であり、1913年以降に相次いで工作機械の工場が設立された。

## 地理
ギプスコア県西部の内陸部、デバ川が形成する小盆地にあり、エルゴイバルから数キロの距離にはギプスコア県とビスカヤ県の県境がある。歴史的な市街地はデバ川の右岸に位置しているが、20世紀末には左岸にまで市街地が広がった。南西にはエイバルがあり、エイバルを除けばこの地域で最大の人口集積がみられる。北はメンダロと、東はアルコイティアと、南はベルガラやソラルセ/プラセンシア・デ・ラス・アルマスと、西はエイバルやビスカヤ県エチェバリアと接している。エルゴイバルがある小盆地は標高800-900mの山々に囲まれており、近隣の山にはイルクルツェタ山(895m)、アチョリン山(864m)、カラムア山(767m)、カラカテ山(742m)、モルカイコ山(520m)などがある。

## 政治
| エルゴイバルの自治体選挙結果       | エルゴイバルの自治体選挙結果 | エルゴイバルの自治体選挙結果 | エルゴイバルの自治体選挙結果 | エルゴイバルの自治体選挙結果 |
| 政党                               | 2011                         | 2011                         | 2007                         | 2007                         |
| 政党                               | 得票率                       | 議席数                       | 得票率                       | 議席数                       |
| ---------------------------------- | ---------------------------- | ---------------------------- | ---------------------------- | ---------------------------- |
| バスク民族主義党 (EAJ-PNV)         | 39.29%                       | 7                            | 34.97%                       | 7                            |
| ビルドゥ                           | 35.23%                       | 7                            | -                            | -                            |
| バスク社会党 (PSE-EE)              | 12.28%                       | 2                            | 21.25%                       | 4                            |
| 国民党 (PP)                        | 6.4%                         | 1                            | 8.67%                        | 1                            |
| アララール                         | 3.56%                        | 0                            | -                            | -                            |
| バスク統一左翼 (EB-B)              | 2.2%                         | 0                            | -                            | -                            |
| バスク連帯 (EA)                    | -                            | -                            | 18.23%                       | 3                            |
| バスク統一左翼/アララール (EB-B/A) | -                            | -                            | 14.75%                       | 2                            |

## 交通
ビスカヤ県の県都ビルバオとギプスコア県の県都サン・セバスティアンを結ぶAP-8号線がエルゴイバルを通っている。AP-8号線はエルゴイバルからデバ川に沿って下り、デバやサラウツなどビスケー湾岸の自治体を通ってサン・セバスティアン都市圏に至っている。反対側を見ると、エイバル、ドゥランゴ、アモレビエタ＝エチャノ、ガルダカオなどの内陸部の自治体を通ってビルバオ都市圏に至っている。またエルゴイバルの南にはAP-8号線とAP-1号線の合流地点がある。AP-1号線はベルガラ、アラサーテ/モンドラゴンなどを通ってアラバ県の県都ビトリア＝ガステイスに至っている。エルゴイバルやエイバルは、ビルバオ、サン・セバスティアン、ビトリア＝ガステイスというバスク3県の県都からほぼ等距離にある。
また、AP-1号線に沿って狭軌のバスク鉄道がビルバオとサン・セバスティアンを結んでおり、エルゴイバルにも駅がある。エルゴイバルから西に数キロほどの場所にあるビスカヤ県エルムアで運転系統が切り替わり、ビルバオ都市圏に向かう列車とサン・セバスティアン都市圏に向かう列車が交換する。

## スポーツ
1917年にはサッカークラブのCDエルゴイバルが設立された。アスレティック・ビルバオの歴代3位の出場記録を持つホセバ・エチェベリアはエルゴイバル出身である。

## 著名な人物
- ルイス・マサンティーニ (1856-1926) – 闘牛士。
- ペドロ・ムグルサ (1893-1952) – 建築家。
- フアン・ムグエルサ(1900-1937) – 陸上競技選手。
- イグナシオ・コルタビタルテ (1912-1998) – バスク・ペロタ選手。
- リカルド・スアレス (1923-2008) – サッカー選手。
- アリオラ4世 (1934-2003) – バスク・ペロタ選手。
- ゴンツォン・ガラテ (1934-2008) – 著作家・哲学者・言語学者・イエズス会士。
- ハイメ・アレセ (1936-1980) – 政治家。民主中道連合(UCD)所属。エルゴイバル市長。反資本主義自治部隊（英語版）(CAA)に殺害された。
- フランシスコ・ハビエル・アンスアテギ (1937-) – 保守派の政治家。
- フェルナンド・アンソラ (1940-1986) – サッカー選手。
- ホセ・マリア・ベナビデス (1945-) – セーリング選手。夏季オリンピック2度出場。
- フアン・ソル (1947-2020) – サッカー選手。元サッカースペイン代表。
- アルナルド・オテギ (1958-) – バスク民族主義の政治家。バタスナ代表者。
- ホセ・ルイス・ゴンサーレス (1964-) – サッカー選手。
- イオン・レメンテリア (1964-) – バスケットボール選手。
- ホセバ・エチェベリア (1977-) – サッカー選手。サッカースペイン代表。
- マルケル・ベルガラ (1986-) – サッカー選手。

## 公式サイト
- 公式サイト （バスク語）